# Санто Стефано ди Камастра
Санто Стѐфано ди Кама̀стра (на италиански: Santo Stefano di Camastra; на сицилиански: Santu Stèfanu di Camastra, Санту Стефану ди Камастра) е малко градче и община в Южна Италия, провинция Месина, автономен регион и остров Сицилия. Разположено е на 70 m надморска височина. Населението на общината е 4563 души (към 2011 г.).